# I paraventi
I paraventi è un'opera teatrale divisa in quadri di Jean Genet, scritta nel 1961. 

## Trama
Ambientato in un indeterminato paese arabo colonizzato da una Potenza occidentale, attraverso vari quadri e circa 100 personaggi interpretati da una quarantina di attori, il dramma affronta gli orrori e gli abusi della dominazione europea. Nella scena finale, persecutori e perseguitati si ritrovano nell'Aldilà, prima di sparire tutti nel Nulla.

## Poetica
Si tratta di una feroce critica alla guerra d'Algeria (1954-1962), al razzismo e alla discriminazione.
I paraventi del titolo vogliono simbolicamente rappresentare ciò che nasconde la realtà in tutti i suoi aspetti: essi verranno infranti solo dai morti, gli unici che - divenuti riflessi - possono passarvi attraverso, per penetrare nel centro del teatro, ovverosia nel Regno dei Morti.

## Accoglienza
Nel 1966, quattro anni dopo la fine della guerra algerina, i vari movimenti nazionalisti e ultranazionalisti considerarono l'opera come un attacco all'immagine virile della Francia coloniale. La prima francese al Théâtre de l'Odéon, il 16 aprile 1966, fu l'occasione per dimostrazioni violente, anche all'interno del teatro, da parte del gruppo di estrema destra West e di alcuni veterani di guerra.
Secondo Ugo Volli, c'è evidentemente qualcosa di eccessivo nella struttura de "I paraventi". Non sto parlando solo dei quaranta personaggi, delle centoventi pagine di testo, delle troppe ore di spettacolo, del numero degli ammazzamenti, degli stupri, delle aggressioni, degli incendi dolosi e degli altri atti di violenza della guerra descritta nel testo, né di quel discorso molto fastidiosamente ambiguo sulla guerra che corre per tutto il testo, dove la giusta posizione a fianco degli indigeni insorti contro i colonialisti è decisamente offuscata dall'esaltazione ancora una volta estetizzante per gli aspetti più violenti e inumani della rivolta e controbilanciata da un dichiarato innamoramento per la vita, il linguaggio e l'estetica della caserma, intesa come luogo eminentemente omosessuale, incrocio di sesso e di morte. Il punto sconcertante è piuttosto l'autocelebrazione genettiana. Il fatto è che se "I paraventi" sono una commedia intorno al nulla, come Genet ha notato da qualche parte, tale rapporto consiste più in un atto di nichilismo, in una pratica autodistruttiva e capricciosa che nel racconto.
Riferendosi a I paraventi, Genet scrisse: Il mondo sarà vissuto senza di essi e continuerà a farne a meno. L'unico scopo è infrangere la barriera che ci separa dai morti.